# Adler Rüm Hart
Die Adler Rüm Hart ist ein als Katamaran gebautes Ausflugsschiff der Wyker Dampfschiffs-Reederei Föhr-Amrum. Das Schiff fährt in Charter der Reederei Adler-Schiffe.

## Geschichte
Das Schiff wurde von Conoship International in Groningen entworfen und im Herbst 2017 bestellt. Der Bauvertrag war mit der Scheepswerf Talsma in Franeker geschlossen worden. Da die Werft die Vertragsbedingungen jedoch nicht erfüllen konnte, übernahm die Werft TB Shipyards Harlingen den Bauvertrag.
Das Schiff wurde als Rüm Hart unter der Baunummer 116 für die Wyker Dampfschiffs-Reederei Föhr-Amrum gebaut. Der zur Gewichtsreduktion aus Aluminium gefertigte Schiffskörper wurde vom in Makkum ansässigen Unternehmen Bloemsma zugeliefert. Die Fertigstellung und Übergabe erfolgten am 8. Mai 2019. Das Schiff wurde am 15. Mai in Wyk auf Föhr getauft.
Das Schiff ist an die Reederei Adler-Schiffe verchartert und wird von dieser mit dem Charternamen Adler Rüm Hart im nordfriesischen Wattenmeer zwischen Föhr, Amrum, Hooge, Langeneß und Dagebüll eingesetzt. Im Mai 2021 testete die Reederei Norden-Frisia einige Tage mit dem Schiff den Einsatz eines Katamarans im regulären Fährverkehr zwischen Norddeich und Norderney.

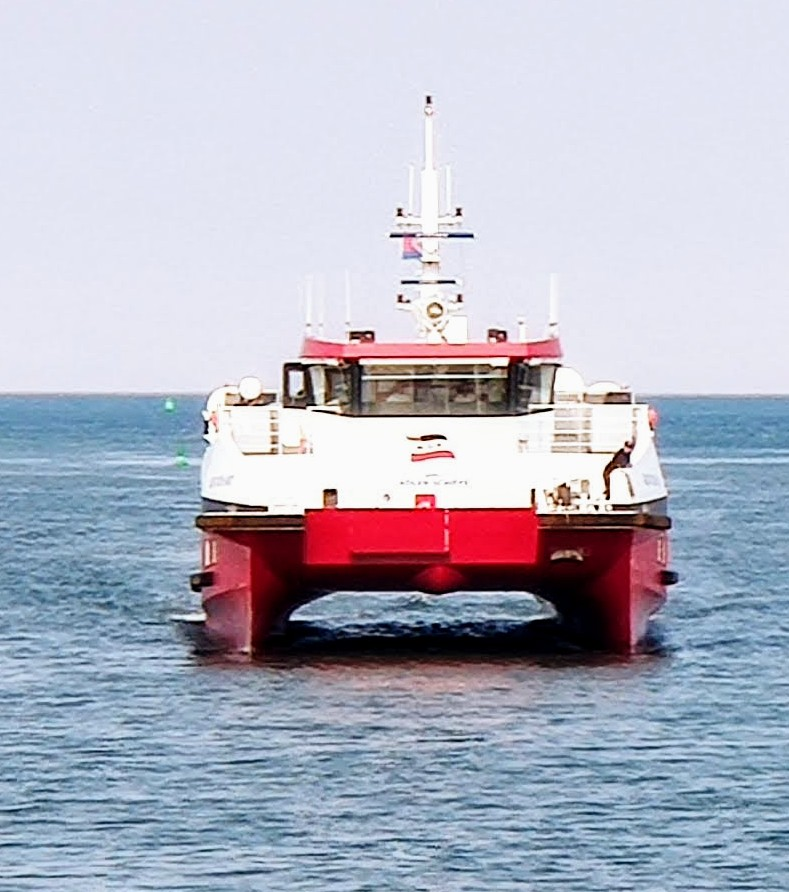
Mehrrumpfboot Katamaran Adler Rüm Hart

## Technische Daten und Ausstattung
Das Schiff wird von zwei Volvo-Penta-Dieselmotoren (Typ: D16MH) mit jeweils 478 kW Leistung angetrieben, die auf zwei Festpropeller wirken. Es erreicht eine Geschwindigkeit von rund 21 kn, so dass auch bei Fahrten gegen die Strömung die im Wattenmeer zulässigen 16 kn jederzeit erreicht werden können. Die Motoren sind in den beiden Rümpfen des Schiffs untergebracht. Das Schiff ist mit zwei Bugstrahlrudern mit je 24 kW Leistung ausgestattet. Für die Stromerzeugung stehen zwei Hatz-Dieselgeneratorsätze mit jeweils 28 kW Leistung (35 kVA Scheinleistung) zur Verfügung.
Das Schiff ist für 250 Passagiere zugelassen. Für 150 Passagiere sind Plätze im Innenbereich des Schiffes vorhanden, 100 weitere Passagiere finden auf dem Außendeck Platz. In den Wintermonaten können 162 Passagiere befördert werden. Der Ein- und Ausstieg erfolgt über den Bugbereich, wo eine landseitige Fährbrücke angelegt werden kann bzw. über eine von der Seite angelegte Gangway im Heckbereich.